# Евангелическое суперинтендентство Аугсбургского исповедания Вены
Евангелическое суперинтендентство Аугсбургского исповедания Вены (нем. Evangelische Superintendentur A. B. Wien) — епархия Евангелической церкви Аугсбургского исповедания в Австрии.
Суперинтендентство возглавляет суперинтендент.

## Организационная структура
Евангелическое суперинтендентство Aугсбургского исповедания Вены территориально охватывает всю Вену и пять политических общин федеральной земли Нижняя Австрия: Герасдорф-бай-Вин, Грос-Энцерсдорф, Фишаменд, Химберг и Швехат, расположенные в  федеральной земле Нижняя Австрия.

Административное деление Вены

Центр епархии находится в столице Австрии городе Вена:
- 1050 Вена, Гамбургерштрасе, 3 (нем. Hamburgerstraße 3, 1050 Wien, Österreich, Superintendentur A.B. Wien)[2].

По данным на 31 декабря 2015 года в суперинтендентстве располагаются 22 церковных прихода, 14 проповеднических станций и три проповеднических пункта с 52 486 членами, включая 10 прихожан "Гельветского исповедания".
| №   | Районы Вены и округ Нижней Австрии | Церковные округа                          | Церковные приходы (церкви, проповеднические станции и проповеднические пункты) | Всего приходов | Федеральная земля |
| --- | ---------------------------------- | ----------------------------------------- | --- | -------------- | ----------------- |
| 901 | Внутренний город                   | 1. Лютерише-Штадткирхе                    | Вена-Внутренний Город (Лютеранская городская церковь) | 1              | Вена              |
| 902 | Леопольдштадт                      | 2. Ферклерунгскирхе                       | Леопольдштадт и Бригиттенау (Преображенская церковь) | 1              | Вена              |
| 903 | Ландштрасе                         | 3. Паулускирхе                            | Ландштрасе (Церковь святого Павла) | 1              | Вена              |
| 904 | Виден                              | -                                         | - (-) | -              | Вена              |
| 905 | Маргаретен                         | -                                         | - (-) | -              | Вена              |
| 906 | Мариахильф                         | 6. Густав-Адольф-Кирхе                    | Гумпендорф (Церковь Густава-Адольфа) | 1              | Вена              |
| 907 | Нойбау                             | 7. Ауферстехунгскирхе                     | Нойбау / Фюнфхаус (Воскресенская церковь) | 1              | Вена              |
| 908 | Йозефштадт                         | -                                         | - (-) | -              | Вена              |
| 909 | Альзергрунд                        | 9. Мессиаскапелле                         | Альзергрунд (Часовня мессии) | 1              | Вена              |
| 910 | Фаворитен                          | 10. Гнаденкирхе, Кристускирхе, Томаскирхе | Фаворитен-Гнаденкирхе (Церковь Благодати) • Фаворитен-Кристускирхе (Церковь Христа • Проповедническая станция: Эммаус-ам-Винерберг (церковный приход)) • Фаворитен-Томаскирхе (Церковь святого Фомы)               | 3              | Вена              |
| 911 | Зиммеринг                          | 11. Глубенскирхе                          | Зиммеринг (Церковь веры • Проповеднические пункты: Протестантский общинный центр ARCHE, Спасская церковь на Центральном кладбище)                                                                                  | 1              | Вена              |
| 912 | Майдлинг                           | 12. Кирхе-ам-Веге                         | Хетцендорф (Путевая церковь • Проповедническая станция: Протестантская церковь Вена-Эрла) | 1              | Вена              |
| 913 | Хитцинг                            | 13. Фриденскирхе                          | Лайнц (Евангелическая Церковь мира) | 1              | Вена              |
| 914 | Пенцинг                            | 14. Кройцкирхе, Тринитатискирхе           | Хитцинг (Крестовоздвиженская церковь) • Хюттельдорф (Троицкая церковь) | 2              | Вена              |
| 915 | Рудольфсхайм-Фюнфхаус              | -                                         | - | -              | Вена              |
| 916 | Оттакринг                          | 16. Маркускирхе                           | Оттакринг (Церковь святого Марка) | 1              | Вена              |
| 917 | Хернальс                           | -                                         | - (-) | -              | Вена              |
| 918 | Веринг                             | 18. Лютеркирхе                            | Веринг и Хернальс (Лютеранская церковь • Проповеднические станции: Церковь святого Эгидия, Часовня святой Анны, Дом милосердия, Пенсионистенхайм-Ан-дер-Тюркеншанце, Пенсионистенхайм-Альсцайле)                   | 1              | Вена              |
| 919 | Дёблинг                            | 19. Вайнбергкирхе                         | Дёблинг (Виноградная церковь) | 1              | Вена              |
| 920 | Бригиттенау                        | -                                         | - (-) | -              | Вена              |
| 921 | Флоридсдорф                        | 21. Леопольдау, Эрлёзеркирхе              | Леопольдау (Спасская церковь) • Флоридсдорф (Протестантская приходская церковь • Проповеднические станции: Церковь Доброго Пастыря, Медхенхауптшуле Волькерсдорф; проповеднический пункт Приход Кирилла и Мефодия) | 2              | Вена              |
| 922 | Донауштадт                         | 22. Бекентнискирхе                        | Донауштадт (Церковь Исповедника) | 1              | Вена              |
| 923 | Лизинг                             | 23. Йоханнескирхе                         | Лизинг (Церковь святого Иоанна • Проповеднические станции: Пенсионистенхайм-ам-Мюленгрунд, Пенсионистенхайм-Гаттередерштрасе, Хоспис (Лизинг), Приходская церковь, Горная церковь)                                 | 1              | Вена              |
| 324 | Вин-Умгебунг                       | Швехат                                    | Швехат (Церковь Святого Духа • Церковь святителя Луки • Церковь святого Петра) | 1              | Нижняя Австрия    |
| -   | Всего                              | 22                                        | - | 22             | -                 |

Кроме того, в Вене, есть ещё школьная церковная община:
- Венская протестантская высшая школьная община (нем. Wien Evang. Hochschulgemeinde: Schwarzspanierstraße 13, 1090 Wien).[15]

Суперинтендентство с 1 января 2004 года возглавляет суперинтендент-магистр Хансйёрг Лайн  (нем.). Он путём личных визитаций наблюдает за церковной жизнью суперинтендентства и представляет отчёт о результатах своих наблюдений в Синод. Суперинтендент имеет право собственной властью останавливать найденные им беспорядки в церковном управлении. Он председательствует в местном синоде и в комитете местного синода, руководит приходскими выборами, имеет исключительное право на совершение некоторых священнодействий (например освящения церквей, ординации). Должность суперинтендента соединяется с одною из духовных или пасторских должностей суперинтендентства.

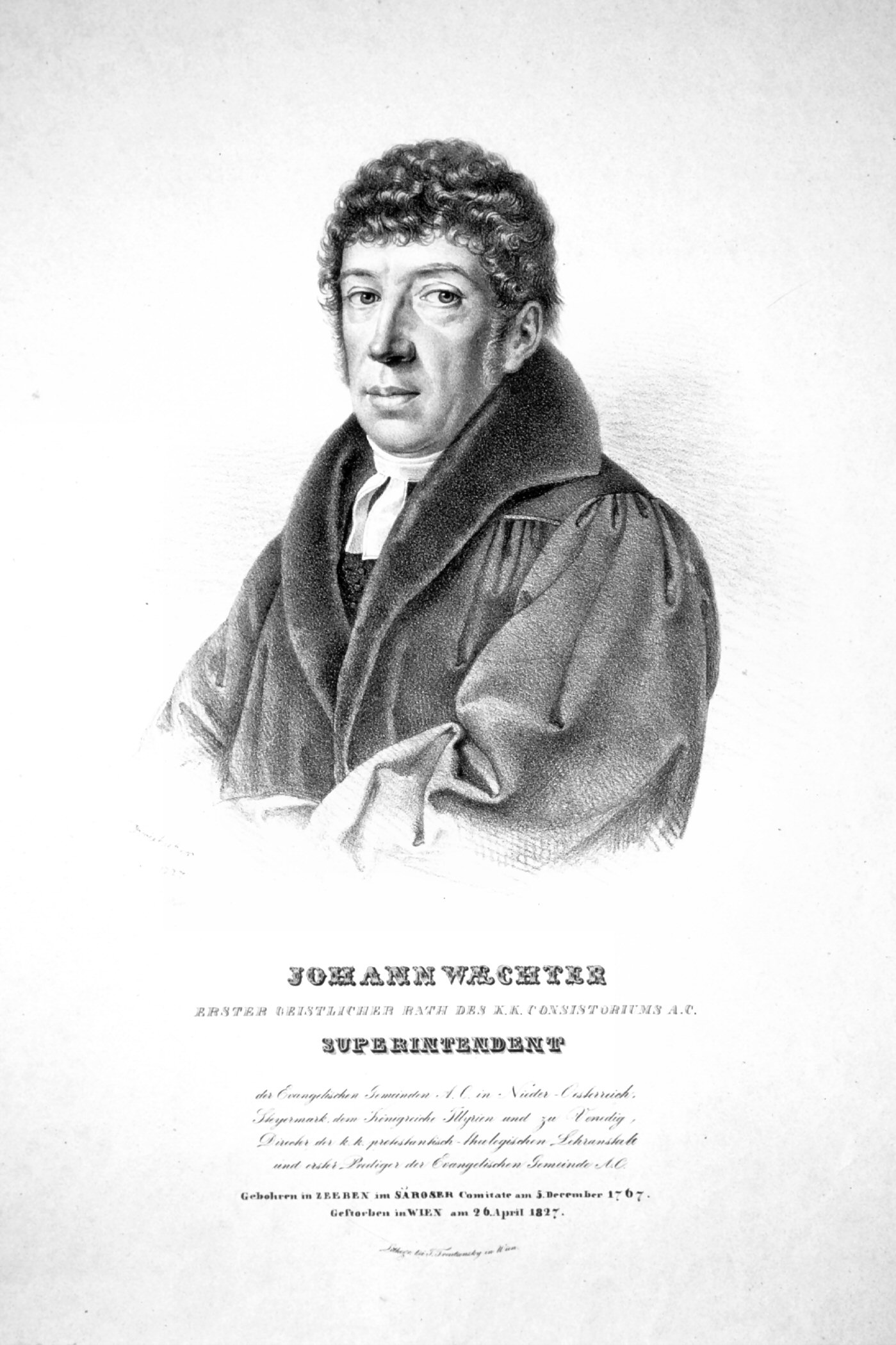
Суперинтендент Йоханн Вехтер. Литография Йозефа Крихубера (1827)

| Имя                                  | Срок пребывания |
| ------------------------------------ | --------------- |
| Йоханн Георг Фокк (чешск.)           | 1783–1796       |
| Йоханн Йоахим Зуземиль (чешск.)      | 1796–1797       |
| Йоханн Самуэль Кальтенштайн (чешск.) | 1797–1805       |
| Йоханн Вехтер (нем.)                 | 1806–1827       |
| Кристиан Хайзер (нем.) (венг.)       | 1834–1839       |
| Эрнст Пауэр (нем.)                   | 1845–1861       |
| Андреас фон Гунеш (нем.)             | 1862–1875       |
| Карл Бауэр (нем.)                    | 1877–1895       |
| Йозеф Винклер (нем.) (чешск.)        | 1895–1903       |
| Карл Лихтенштетинер (нем.)           | 1905–1928       |
| Йоханес Хайнцельманн (нем.)          | 1928–1945       |
| Георг Трар (нем.)                    | 1947–1972       |
| Эрих Вильгельм (нем.)                | 1972–1982       |
| Вернер Хорн (нем.)                   | 1982–2003       |
| Хансйёрг Лайн (нем.)                 | 2004–           |

## Приходы
Интерактивную карту размещения всех церковных приходов Евангелического суперинтендентства Аугсбургского исповедания Вены можно посмотреть здесь: OSM;
Google; Bing.
| Приходская община                                          | Церковное здание | Изображение                           | Местоположение                    |
| ---------------------------------------------------------- | --- | ------------------------------------- | --------------------------------- |
| Вена                                                       | |                                       |                                   |
| Альзергрунд (Alsergrund)                                   | Часовня мессии (Messiaskapelle) | Часовня мессии (Альзергрунд)          | Часовня мессии                    |
| Вена-Внутренний Город (Wien-Innere Stadt)                  | Лютеранская городская церковь (Lutherische Stadtkirche) | Лютеранская городская церковь Вены    | Лютеранская городская церковь     |
| Веринг и Хернальс (Währing & Hernals)                      | Лютеранская церковь (Lutherkirche) → Проповеднические станции: Церковь святого Эгидия, Часовня святой Анны, Дом милосердия, Пенсионистенхайм-Ан-дер-Тюркеншанце, Пенсионистенхайм-Альсцайле (Predigtstationen: Ägydiuskirche Pötzleinsdorf, St.-Anna-Kapelle Dornbach, Haus der Barmherzigkeit, Pensionistenheim An der Türkenschanze, Pensionistenheim Alszeile) | Лютеранская церковь (Вена)            | Лютеранская церковь               |
| Гумпендорф (Gumpendorf)                                    | Церковь Густава-Адольфа (Gustav-Adolf-Kirche) | Церковь Густава-Адольфа (Вена)        | Церковь Густава-Адольфа           |
| Дёблинг (Döbling)                                          | Виноградная церковь (Weinbergkirche) | Виноградная церковь (Вена-Дёблинг)    | Виноградная церковь               |
| Донауштадт (Donaustadt)                                    | Церковь Исповедника (Bekenntniskirche) | Церковь Исповедника                   | Церковь Исповедника               |
| Зиммеринг (Simmering)                                      | Церковь веры (Glaubenskirche) → Проповеднические пункты: Протестантский общинный центр ARCHE, Спасская церковь на Центральном кладбище (Predigtstellen: Evangelisches Gemeindezentrum ARCHE, Heilandskirche am Evangelischen Friedhof) | Церковь веры (Вена)                   | Церковь веры                      |
| Ландштрасе (Landstraße)                                    | Церковь святого Павла (Pauluskirche) | Церковь святого Павла (Вена)          | Церковь святого Павла             |
| Лайнц (Lainz)                                              | Евангелическая Церковь мира (Evangelische Friedenskirche) | Евангелическая Церковь мира (Вена)    | Евангелическая · Церковь мира     |
| Леопольдау (Leopoldau)                                     | Спасская церковь (Erlöserkirche) | Erlöserkirche                         | Спаская церковь                   |
| Леопольдштадт и Бригиттенау (Leopoldstadt und Brigittenau) | Преображенская церковь (Verklärungskirche) | Преображенская церковь (Вена)         | Преображенская церковь            |
| Лизинг (Liesing)                                           | Церковь святого Иоанна (Johanneskirche) → Проповеднические станции: Пенсионистенхайм-ам-Мюленгрунд, Пенсионистенхайм-Гаттередерштрасе, Хоспис (Лизинг), Приходская церковь, Горная церковь (Predigtstationen: Pensionistenheim am Mühlengrund, Pensionistenheim Gatterederstraße, Bergkirche Rodaun, Pfarrkirche Neuerlaa, Pflegeheim Liesing)                    | Церковь святого Иоанна (Лизинг)       | Церковь святого Иоанна            |
| Нойбау и Фюнфхаус (Neubau und Fünfhaus)                    | Воскресенская церковь (Auferstehungskirche in der Lindengasse) | Воскресенская церковь (Вена-Нойбау)   | Воскресенская церковь             |
| Оттакринг (Ottakring)                                      | Церковь святого Марка (Markuskirche) | Церковь святого Марка (Оттакринг)     | Церковь святого Марка             |
| Фаворитен-Гнаденкирхе (Favoriten Gnadenkirche)             | Церковь Благодати (Gnadenkirche) | Церковь Благодати (Фаворитен)         | Церковь Благодати                 |
| Фаворитен-Кристускирхе (Favoriten Christuskirche)          | Церковь Христа (Christuskirche am Evangelischen Friedhof Matzleinsdorf) → Проповедническая станция: Эммаус-ам-Винерберг (церковный приход) (Predigtstelle: Pfarrkirche Emmaus am Wienerberg) | Церковь Христа (Фаворитен)            | Церковь Христа                    |
| Фаворитен-Томаскирхе (Favoriten Thomaskirche)              | Церковь святого Фомы (Thomaskirche) | Церковь святого Фомы (Фаворитен)      | Церковь святого Фомы              |
| Флоридсдорф (Floridsdorf)                                  | Протестантская приходская церковь (Evangelische Pfarrkirche Floridsdorf) → Проповеднические станции: Церковь Доброго Пастыря, Медхенхауптшуле Волькерсдорф; проповеднический пункт Приход Кирилла и Мефодия (Predigtstationen: Kirche zum guten Hirten in Kapellerfeld, Mädchenhauptschule in Wolkersdorf; Predigtstelle: Pfarrkirche Cyrill & Method)            | Evangelische Pfarrkirche Floridsdorf  | Протестантская приходская церковь |
| Хетцендорф (Hetzendorf)                                    | Путевая церковь (Kirche am Wege) → Проповедническая станция: Протестантская церковь Вена-Эрла (Predigtstation: Evangelischer Gemeinderaum Wien-Erlaa) | Путевая церковь (Вена)                | Путевая церковь                   |
| Хитцинг (Hietzing)                                         | Крестовоздвиженская церковь (Kreuzkirche) | Крестовоздвиженская церковь (Пенцинг) | Крестовоздвиженская · церковь     |
| Хюттельдорф (Hütteldorf)                                   | Троицкая церковь (Trinitatiskirche) | Троицкая церковь (Пенцинг)            | Троицкая церковь                  |
| Нижняя Австрия                                             | |                                       |                                   |
| Швехат (Schwechat)                                         | Церковь Святого Духа (Heilig-Geist-Kirche) → Церковь святого Петра (Petruskirche Fischamend) Церковь святителя Луки (Lukaskirche Himberg) | Церковь Святого Духа (Швехат)         | Церковь Святого Духа              |

## Комментарии
1. ↑  Общая площадь суперинтендентства составляет 65 125,69 га, в том числе:
  - собственно Вена, площадью 41 464,84 га и
  - 23.660,85 га окрестных земель в федеральной земле Нижняя Австрия, расположенных в политических общинах Герасдорф-бай-Вин площадью 3524,24 га, Грос-Энцерсдорф площадью 8388,83 га, Фишаменд площадью 2503,48 га, Химберг площадью 4761,05 га и Швехат площадью 4483,25 га.

## Внешние ссылки
- Официальная страница (нем.)
- Протестантская ассоциация церковных приходов Аугсбургского исповедания Вены (нем.)
- Географические координаты суперинтендентства Аугсбургского исповедания Вены: 48°11′44″ с. ш. 16°21′24″ в. д.HGЯO